# Christine Lanfranchi Dorgal
Pour les articles homonymes, voir Lanfranchi.
Christine Lanfranchi Dorgal, née le 24 avril 1961, est une femme politique française. Elle est sénatrice du Var de 2017 à 2020.

## Biographie

### Famille
Christine Lanfranchi Dorgal est la fille de Horace Lanfranchi.

### Carrière politique
Après avoir annoncé sa candidature aux cantonales de 2011, Horace Lanfranchi la désigne comme suppléante,,.
Elle est élue maire de Saint-Maximin-la-Sainte-Baume en 2014,,.
Elle est la présidente de la communauté de communes Sainte-Baume Mont-Aurélien de 2014 à 2016. Elle est la 2e vice-présidente de la communauté d'agglomération de la Provence Verte en 2017,,.
En 2014, le sénateur Hubert Falco lui propose d'être candidate sur sa liste lors des sénatoriales. Elle figure en 4e position sur la liste UMP, mais elle n'est pas élue.
À la suite de la démission de Christiane Hummel, elle devient sénatrice du Var le 23 septembre 2017. Touchée par le cumul des mandats, elle démissionne de ses mandats de maire et de vice-présidente de la communauté d'agglomération ; néanmoins, elle continue de siéger comme conseillère municipale. Horace Lanfranchi lui succède à la tête de la municipalité,,,,.
Elle est membre du syndicat mixte du Pays de la Provence Verte,.

## Synthèse des mandats et fonctions
- Maire de Saint-Maximin-la-Sainte-Baume (2014-2017)
- Présidente de la communauté de communes Sainte-Baume Mont-Aurélien (2014-2016)
- Sénatrice du Var (2017-2020)
- Conseillère municipale de Saint-Maximin-la-Sainte-Baume (depuis 2017)